# Football Club Internazionale 1920-1921
Questa voce raccoglie le informazioni riguardanti il Football Club Internazionale nelle competizioni ufficiali della stagione 1920-1921.

## Stagione
L'Inter campione in carica, dopo aver vinto il girone A della Prima Categoria lombarda ed essere arrivata seconda alle finali lombarde dietro il Legnano, si qualifica per le semifinali nazionali con il miglior attacco e la miglior difesa, e senza aver ancora perso una singola gara.
Durante la prima partita del girone delle semifinali del 10 aprile, disputata contro la Pro Vercelli già finalista nell'annata precedente, l'arbitro decise la sospensione della partita nel secondo tempo a causa degli scontri avvenuti sul terreno di gioco, a seguito della condotta violenta posta in essere dalla squadra vercellese, che causarono due gravi infortuni ai giocatori interisti: prima a Giuseppe Fossati al 27' per uno strappo al tendine a seguito di un contrasto, che costrinse la squadra di casa a giocare in dieci uomini – all'epoca non erano ancora previste le sostituzioni –, e successivamente in nove quando al 55' venne spezzata la gamba ad Antonio Da Sacco.
L'Inter disputò le altre prime due gare contro Bentegodi Verona e US Torinese ma, dopo che la Federazione decise per la ripetizione della partita contro i piemontesi, la squadra meneghina si rifiutò di scendere in campo, ritenendo la gara troppo rischiosa e vedendosi così assegnata la sconfitta per 2-0 a tavolino per entrambe le partite, così come per le altre due gare rimanenti contro le altre squadre che componevano il girone, rese ormai inutili al fine della qualificazione: l'Inter concluse comunque al terzo posto nel girone D.

## Rosa
| N. |                   | Ruolo | Calciatore           |
| -- | ----------------- | ----- | -------------------- |
|    | Italia (bandiera) | A     | Ermanno Aebi         |
|    | Italia (bandiera) | C     | Emilio Agradi        |
|    | Italia (bandiera) | D     | Alessandro Beltrame  |
|    | Italia (bandiera) | D     | Oscar Bocchi         |
|    | Italia (bandiera) | P     | Piero Campelli       |
|    | Italia (bandiera) | A     | Aldo Cevenini (I)    |
|    | Italia (bandiera) | A     | Carlo Cevenini (V)   |
|    | Italia (bandiera) | D     | Cesare Cevenini (IV) |
|    | Italia (bandiera) | A     | Luigi Cevenini (III) |
|    | Italia (bandiera) | D     | Mario Cevenini (II)  |
|    | Italia (bandiera) | D     | Antonio Da Sacco     |

| N. |                   | Ruolo | Calciatore        |
| -- | ----------------- | ----- | ----------------- |
|    | Italia (bandiera) | D     | Carlo Davies      |
|    | Italia (bandiera) | D     | Angelo Fabbri     |
|    | Italia (bandiera) | D     | Giuseppe Fossati  |
|    | Italia (bandiera) | C     | Attilio Gerola    |
|    | Italia (bandiera) | C     | Piero Martinella  |
|    | Italia (bandiera) | D     | Alessandro Milesi |
|    | Italia (bandiera) | D     | Giovanni Perego   |
|    | Italia (bandiera) | C     | Paolo Scheidler   |
|    | Italia (bandiera) | P     | Dante Silvestri   |
|    | Italia (bandiera) | D     | Oreste Viganò     |

## Risultati

### Prima Categoria

#### Girone A lombardo

##### Girone di andata
| Arbitro: | Bistoletti (Milano) |

|                  |           |                 |
| C. Cevenini Aebi | Marcatori | Pastore Meraldi |

| Arbitro: | Fries (Pavia) |

|                                |           |  |
| C. Cevenini L. Cevenini Agradi | Marcatori |  |

| Arbitro: | Zoni (Varese) |

|                             |           |                                                   |
| Colombo B. 2’ Galli 58 rig’ | Marcatori | 32’ (rig.) L. Cevenini 35’ Agradi 36’ C. Cevenini |

##### Girone di ritorno
| Arbitro: | Crivelli (Milano) |

|                            |           |                         |
| Pastore Bevilacqua Meraldi | Marcatori | Aebi (rig.) L. Cevenini |

| Arbitro: | Brambilla (Milano) |

|  |           |                                                      |
|  | Marcatori | L. Cevenini Aebi C. Cevenini Ce. Cevenini G. Fossati |

| Arbitro: | Fries (Pavia) |

|                                                                                             |           |  |
| 15’, 20’, 25’, 30’, 55’ (rig.), 62’, 70’ Cevenini 40’ Agradi 60’, 65’, 80’ Aebi 87’ Fossati | Marcatori |  |

#### Girone finale lombardo

##### Girone di andata
| Arbitro: | Cavazzana (Milano) |

|  |           |                                    |
|  | Marcatori | C. Cevenini Martinella Aebi Agradi |

| Milano 20 dicembre 1920 2ª giornata | Inter            | 0 – 0 | Milan | \| Arbitro: \| Tradico (Milano) \| |
| Arbitro:                            | Tradico (Milano) |       |       |                                    |

| Arbitro: | Fries (Pavia) |

|                                |           |                 |
| L. Cevenini (rig.) C. Cevenini | Marcatori | (aut.) Campelli |

| Arbitro: | Crivelli (Milano) |

|       |           |      |
| Rosso | Marcatori | Aebi |

| Arbitro: | Sessa (Milano) |

|          |           |                                     |
| Orsenigo | Marcatori | (rig.) M. Cevenini Aebi L. Cevenini |

##### Girone di ritorno
| Arbitro: | Varisco (Milano) |

|                  |           |             |
| L. Cevenini Aebi | Marcatori | A. Boiocchi |

| Arbitro: | Brunetti (Torino) |

|              |           |                        |
| Bellolio 29’ | Marcatori | 60’ (rig.) L. Cevenini |

| Arbitro: | Fries (Pavia) |

|        |           |                          |
| Clivio | Marcatori | A. Cevenini (aut.) Pizzi |

| Arbitro: | Brambilla (Milano) |

|                              |           |        |
| A. Cevenini L. Cevenini Aebi | Marcatori | Sodano |

| Arbitro: | Bistoletti (Milano) |

|                    |           |  |
| Agradi L. Cevenini | Marcatori |  |

#### Semifinali nazionali - girone D

##### Girone di andata
| Milano 10 aprile 1921 1ª giornata | Inter              | 0 – 2 | Pro Vercelli | \| Arbitro: \| Brambilla (Milano) \| |
| Arbitro:                          | Brambilla (Milano) |       |              |                                      |

| Arbitro: | Vagge (Genova) |

|                                         |           |               |
| Martinella Scheidler L. Cevenini (rig.) | Marcatori | Del Bianco II |

| Arbitro: | Olivari (Torino) |

|                         |           |                                 |
| L. Cevenini (rig.) Aebi | Marcatori | (rig.) Mattea Boglietti Varalda |

##### Girone di ritorno
| Vercelli 29 maggio 1921 4ª giornata | Pro Vercelli | 2 – 0 | Inter |  |

| Verona 5 giugno 1921 4ª giornata | Bentegodi Verona | 2 – 0 | Inter |  |

| Torino 12 giugno 1921 6ª giornata | US Torinese | 2 – 0 | Inter |  |